# Thompsonella xochipalensis
Thompsonella xochipalensis là một loài thực vật có hoa trong họ Crassulaceae. Loài này được Gual, S. Peralta & Perez-Calix miêu tả khoa học đầu tiên năm 1997.